# Абельтаев, Ертай Муканович
Ертай Муканович Абельтаев (каз. Әбілтаев Ертай Мұқанұлы; 25 июля 1935 года, Баянаул, Павлодарская область, Казахская ССР, СССР —  18 мая 2019 года, Алма-Ата, Республика Казахстан) — советский и казахский певец (баритон), заслуженный деятель Казахстана.

## Биография
Родился 25 июля 1935 года в Баянауле, Павлодарская область.
Родители Мукан и Жамал. Отец Мукан Абельтаев был муллой-учителем Султан-Мухмуда Торайгырова, который в своих произведениях упоминает о своем учителе и его роли в становлении как поэта. Также среди учеников Мукана были Каныш Сатпаев, Дихан Абилев, Калижан Бекхожин и др.
В 1946 году с семьей переезжает в Алма-Ату.
В 1955 году поступает на механический факультет Ленинградского института киноинженеров.
В 1956 году переводится в Казахский сельско-хозяйственный институт на механический факультет. Во время учёбы в институте занимается вокалом.
В 1961 году оканчивает КазСХИ по специальности «Инженер-механик»
В 1961 году был направлен на работу на Алма-Атинский авторемонтный завод (АРЗ - 2), параллельно продолжает заниматься вокалом и выступает на различных концертных площадках города. Помимо основной работы в АРЗ – 2 участвует в театре оперетты при АРЗ-2 под руководством В.П. Каретникова, а также в подшефных бригадах, в составе которых гастролирует по Казахстану.
1961-1967 гг. работает главным конструктором в конструкторском бюро, далее в министерстве хлебопродуктов и комбикормовой промышленности начальником отдела, начальником управления.
В 1967 году оканчивает эстрадную студию (ныне Республиканский эстрадно-цироковой колледж им. Ж.Елебекова).
С 1967 года работает в Казахконцерте вокалистом, далее начальником гастрольного отдела, параллельно солистом радио и телевидения.
С 1968 года, гастролирует выступая в концертных залах России, Украины, Белоруссии, Прибалтики, Туркменистана, Польши, Китая и др. Участвует в декадах казахского искусства в Узбекистане и Армении.
1979-1981 гг. обучается во Всесоюзных творческих мастерских эстрадного искусства в Москве, в одно время с Валерием Леонтьевым, Геннадием Хазановым, Михаилом Ножкиным, Александрой Стрельченко и др. Там вокалом занимается у Г.П.Виноградова и Н.С.Чубенко. В это время выступает на концертах Росконцерта.
2003- 2008 гг. работает в Международном фонде им. Д. Кунаева
Скончался 18 мая 2019 года.

## Творчество
Ертай Абельтаев обладатель сильного баритона с бархатистым тембром. В его репертуаре не только эстрадные, но и казахские, русские народные песни, песни молдавских, украинских, итальянских, испанских, французских, английских, мексиканских композиторов, а также арии из опер и оперетт. Его исполнение песни Ш. Калдаякова «Ана туралы жыр» обрело большую популярность. С гастролями он выступал в России, Украине, Узбекистане, Туркменистане, Белоруссии, Армении, Прибалтике, Польше, Китае. Сотрудничал и сделал записи песен с такими оркестрами как, оркестр симфонии и эстрадной музыки Всесоюзного радио и телевидения под руководством Александра Михайлова; русских народных инструментов под управлением Н. Некрасова; эстрадно-симфоническим оркестром под управлением Ю. Силантьева, Казахским эстрадно-симфоническим оркестром телевидения и радио под управлением В. Лисицы, А. Гурьянова.
Е. Абельтаев занимался не только концертно-исполнительской деятельностью, он также создал цикл телепередач «Жизнь замечательных людей» на 31 канале о Бауржане Момышулы с участием Д.Снегина, о генерале Б.Байтасове, о государственном деятеле С.С.Джиенбаеве, два телеочерка на КТК о Народной артистке Розе Баглановой, о Народном артисте Каукене Кенжетаеве, 6 фильмов-концертов, выпустил СD, DVD диски, аудио кассеты. Организовал ряд концертов посвященных юбилеям Д. Кунаева, Ж.Омаровой, Р. Мусабаева. Был общественным деятелем, участвовал в движении «Невада –Семипалатинск».

#### Аудио-видео материалы, фильмы.
1963г. Фильм из произведений казахских советских композиторов с оркестром эстрадно-симфоническим под управлением В.К. Лисица
1983г. Полнометражный фильм-концерт из произведений казахских, русских, украинских композиторов с эстрадно-симфоническим оркестром Всесоюзного радио и телевидения под управлением А. Михайлова и Ю. Силантьева, оркестром русских народных инструментов под управлением Н.Некрасова, эстрадно-симфоническим оркестром под управлением А.Гурьянова.
1986 год пластинка «Поет Ертай Абельтаев»
2000г. музыкальный альбом «Ана туралы жыр»  из 18 произведений
2000г.   музыкальный альбом «Я жил в такие времена»  из 18 произведений
2002г. фильм-концерт: Казахские народные песни и романсы
2002г. фильм-концерт: Старинные романсы и русские народные песни
2003г. лазерные диски «Казахстан» и «Мелодии стран СНГ» (Москва)
2004г. Фильм-концерт «Мелодии воспоминаний».
2005г. Фильм-концерт «Цветы победной весны»
2006г.   Фильм-концерт «И снова туда, где море огней»

## Награды
- Отличник военно-шефской работы
- Ветеран труда
- Медаль к 65-летию победы в Великой Отечественной войне
- Медаль к 70-летию победы в Великой Отечественной войне
- Медаль «За трудовое отличие»
- Медаль к 20-летию Международного антиядерного движения «Невада-Семипалатинск»
- Заслуженный деятель Казахстана

## Семья
Жена Гульжан Бердимуратова (1955) — врач-терапевт, 1986- 2019 работала в Центральной клинической больнице управления делами президента (Совминка).
Дети: сын Ерлан, дочери Гаухар, Жанель.